# Associazione Sportiva Reggina 1955-1956
Questa pagina raccoglie i dati riguardanti l'Associazione Sportiva Reggina nelle competizioni ufficiali della stagione 1955-1956.

## Stagione
La squadra, allenata da Oronzo Pugliese, ha concluso il girone H della IV Serie 1955-1956 al primo posto. Ha pertanto disputato le finali promozione contro la vincente del girone G, cioè il Pescara. Dopo il 2-0 per la Reggina nella gara d'andata (reti di Ansalone e Leoni) ed il pareggio per 0-0 del ritorno, la squadra amaranto ha conquistato la promozione in Serie C.
La Reggina ha disputato inoltre le finali per il titolo di Campione di IV Serie: è stata eliminata nelle semifinali, dopo la sconfitta per 3-0 sul campo del Siena, e l'inutile pareggio casalingo per 0-0.

## Rosa
| N. |                           | Ruolo | Calciatore        |
| -- | ------------------------- | ----- | ----------------- |
| -  | Italia (bandiera)         | P     | Sergio Morselli   |
| -  | Italia (bandiera)         | P     | Domini            |
| -  | non conosciuta (bandiera) |       | Oblach            |
| -  | Italia (bandiera)         | C     | Astolfo Benini    |
| -  | Italia (bandiera)         |       | Vannozzi          |
| -  | Italia (bandiera)         |       | Belli             |
| -  | Italia (bandiera)         | A     | Emilio Scarlattei |
| -  | Italia (bandiera)         | D     | Antonio Bumbaca   |
| -  | Italia (bandiera)         |       | Ansalone          |
| -  | Italia (bandiera)         | C     | Alberto Gatto     |
| -  | Italia (bandiera)         |       | Leoni             |

| N. |                   | Ruolo | Calciatore       |
| -- | ----------------- | ----- | ---------------- |
| -  | Italia (bandiera) |       | Dalfini          |
| -  | Italia (bandiera) |       | Bonaccorso       |
| -  | Italia (bandiera) | A     | Mario Vergani    |
| -  | Italia (bandiera) |       | Dal Negro        |
| -  | Italia (bandiera) |       | Lelli            |
| -  | Italia (bandiera) |       | Anastasio II     |
| -  | Italia (bandiera) | C     | Domenico De Vito |
| -  | Italia (bandiera) | C     | Giorgio Odling   |
| -  | Italia (bandiera) |       | Ciolli           |
| -  | Italia (bandiera) |       | Giusti           |

## Piazzamenti
- IV Serie: 1º posto. Promossa in Serie C dopo le finali promozione.